# Freseteich
Der Freseteich ist ein Teich im Berliner Ortsteil Marienfelde (Bezirk Tempelhof-Schöneberg). Der Teich bildet heute das nördliche Ende des Königsgrabens. Dieser Entwässerungsgraben wurde 1777 im Auftrag des preußischen Königs Friedrich II. angelegt, um die Marienfelder Feldmark zu entwässern und diente dort als Vorfluter. Er führte ursprünglich durch Lankwitz bis an die Bäke, konnte die angedachte Entwässerungsfunktion jedoch nie vollständig übernehmen. Nach mehreren Überflutungen Lichtenrades in den Jahren 1926 und 1927 baute man zusätzlich westlich des Lankwitzer Hafens einen 11 Kilometer langen Entwässerungskanal, der in den Teltowkanal mündet.